# Myrmicaria fumata
Myrmicaria fumata är en myrart som beskrevs av Santschi 1916. Myrmicaria fumata ingår i släktet Myrmicaria och familjen myror.

## Underarter
Arten delas in i följande underarter:
- M. f. fumata
- M. f. linearis